# Larissa Riquelme
Larissa Riquelme (Asunción, 22 de febrero de 1985) es una modelo,conductora paraguaya. Alcanzó reconocimiento internacional durante la Copa Mundial de la FIFA 2010, evento en el cual los medios de comunicación y el público la denominaron «La Novia del Mundial».

## Biografía
Nació en Asunción, Paraguay, el 22 de febrero de 1985; sus padres son Román Florencio Riquelme Ramírez y Limpia Frutos.
En 2005, dio sus primeros pasos en el modelaje, donde participó de varios certámenes de belleza, obteniendo varios premios como: Miss Turismo. Su primer logro profesional lo obtuvo en el verano de 2005, en un reality llamado Verano Show, donde gana el título de Top del Verano. Luego, participa de otro reality de modelos (Playa Vip 2008) donde por votación del público gana el certamen. En septiembre de 2009, modeló para la edición argentina de Maxim y, en julio de 2010, para Hombre Extremo.
Durante la Copa Mundial de la FIFA de 2010, saltó a la fama cuando fue declarada por la prensa internacional como La Novia del Mundial al ser fotografiada (por primera vez en medios de comunicación internacionales) al celebrar un gol durante el partido entre Paraguay e Italia. En los siguientes días sus fotografías aparecieron en sitios web de todo el mundo, tanto relacionados con deportes como de imágenes diversas.
Larissa prometió que si la selección de fútbol de Paraguay avanzaba a semifinales, se desnudaría en alguna revista. Paraguay no logró superar los cuartos de final, pero la modelo cumplió su promesa igualmente. El 11 de julio de 2010, el día de la final de la Copa del Mundo, Riquelme apareció desnuda también para homenajear a la selección española con la bandera nacional pintada en uno de sus glúteos. La imagen fue portada de la revista Interviú.
En agosto de 2010, posó desnuda y con el pubis completamente depilado para la Revista H de México, Paparazzo de Brasil y Playboy Brasil en 3D. El 15 de agosto de 2011, apareció por segunda vez, en la portada de la revista Interviú debido a que en esas fechas se disputó la final de la Supercopa de España entre el Real Madrid y el Barcelona. En esa revista posó con la camiseta de Lionel Messi.
Fue panelista del programa Teleshow por una temporada. 
Participó en el reality show de baile Bailando por un sueño 2, conducido por Menchi Barriocanal, donde alcanzó el quinto puesto tras tres meses de competencia. También fue concursante en Baila Conmigo Paraguay 2010, presentado por Kike Casanova, de donde se retiró por problemas de salud, y en Bailando por un sueño 2011, conducido por Marcelo Tinelli, donde obtuvo el noveno puesto tras siete meses de participación.
Es una de las paraguayas que ha visitado más de 40 países gracias a su trayectoria en la Copa Mundial de la FIFA de 2010 y su participación en el certamen de baile argentino Bailando por un sueño 2011.
En 2013, representó a Paraguay en el primer reality show Trepadores, un programa de competencias, del cual tuvo que retirarse por lesión tras un mes y una semana de participación.
También participó en el reality show de baile Baila Conmigo Paraguay 2014, nuevamente bajo la conducción de Kike Casanova, alcanzando el séptimo puesto tras siete meses de competencia, y en la edición 2015, de la cual se retiró por problemas de salud.
En 2014, formó parte del programa Teledeportes de la cadena Panamericana Televisión y cubrió la Copa Mundial de la FIFA 2014 como reportera. Además, copresentó el programa Samba y Gol junto a Omar Ruiz de Somocurcio. La modelo paraguaya se declaró seguidora del Club Alianza Lima y afirmó que no ha designado a ninguna sucesora en su país.
En ese mismo tiempo fue vinculada con el exfutbolista Roberto Martínez Vera-Tudela, cosa que ella desmintió.
Desde el 2014 hasta finales del 2016, fue panelista de Teleshow. En el 2017 fue jurado de reemplazo en Baila Conmigo Paraguay reemplazando al periodista Clari Arias en una gala. En 2019, fue nuevamente jurado del Baila Conmigo Paraguay, pero esta vez de titular.
Desde enero hasta mayo del 2020, fue coconductora del programa Vive la Tarde por Telefuturo, luego fue desvinculada del canal por la crisis de la pandemia del covid-19.
Desde el mes de julio de 2020 hasta diciembre de 2021, formó parte del elenco de Hotel Jaja, emitido por el Trece.
Desde marzo del 2022 forma parte del programa Yo Voy, un reality de certamen de peluquería que fue emitido por el Trece.
En 2023, Larissa abrió su cuenta en la plataforma para adultos DivasPlay.

## Televisión
| Año  | Programa                                | Canal              | Lugar / Participación         |
| ---- | --------------------------------------- | ------------------ | ----------------------------- |
| 2006 | Verano Show                             | Canal 4 Telefuturo | Ganadora                      |
| 2007 | Polibandi                               | Canal 4 Telefuturo | Actriz                        |
| 2007 | Bailando por un sueño                   | Canal 4 Telefuturo | Participante — 5.º puesto.    |
| 2008 | Menchi el Show, Bailando por un sueño 5 | Canal 4 Telefuturo | Participante — 7.º puesto.    |
| 2009 | Matrimonios y Algo Más                  | Canal 4 Telefuturo | Actriz                        |
| 2010 | Baila Conmigo Paraguay 2010             | Canal 4 Telefuturo | Participante — 15.º puesto.   |
| 2011 | Bailando por un sueño 2011              | Canal Trece        | Participante — 9.º puesto.    |
| 2012 | Baila Conmigo Paraguay 2012             | Telefuturo         | Jurado                        |
| 2013 | Trepadores                              | Mega               | Abandona por lesión           |
| 2014 | Baila Conmigo Paraguay 2014             | Canal 4 Telefuturo | Participante — 7.º puesto.    |
| 2014 | TeleShow                                | Canal 11 LaTele    | Panelista                     |
| 2015 | Baila Conmigo Paraguay 2015             | Canal 4 Telefuturo | Abandona por motivos de salud |
| 2017 | Baila Conmigo Paraguay 2017             | Canal 4 Telefuturo | Jurado Reemplazante           |
| 2019 | Baila Conmigo Paraguay 2019             | Canal 4 Telefuturo | Jurado                        |
| 2020 | Vive la Tarde                           | Canal 4 Telefuturo | Conductora                    |
| 2020 | Hotel Jaja                              | Canal 13 Trece     | Actriz                        |
| 2022 | Yo Voy                                  | Canal 13 Trece     | Jurado                        |
| 2024 | Baila Conmigo Paraguay 2024             | Canal 4 Telefuturo | Jurado                        |
| 2024 | El Debate del Show                      | Canal 4 Telefuturo | Panelista                     |
| 2024 | Karu Pora                               | Canal 11 La Tele   | Conductora                    |

## Teatro
| Año  | Obra                      |
| ---- | ------------------------- |
| 2009 | La Evolución de Eva       |
| 2009 | Oima la Mita Ru           |
| 2009 | Habemus Locus             |
| 2012 | Habemus Locus Abracadabra |

## Discografía
- «Amiga mía» (2012) — (con Mily)